# Manuel Alonso Pría
Manuel Alonso Pria war ein mexikanischer Fußballspieler auf der Position des Stürmers.

## Verein
Manuel Alonso begann seine Karriere vermutlich beim Club España, mit dem er in der Saison 1933/34 mexikanischer Meister wurde. Für die Saison 1934/35 wechselte Alonso in die spanische Primera División zu Racing Santander. Nach einem Jahr kehrte er zum mexikanischen Hauptstadtverein España zurück, mit dem er in der Saison 1935/36 erneut die Meisterschaft gewann. Nachweislich spielte Alonso auch in der Saison 1937/38 für España und im Zeitraum zwischen 1942 und 1947 für den Club Marte. In der Saison 1942/43 erzielte er 17 Tore in 14 Spielen, wodurch er nicht nur Torschützenkönig der Primera Fuerza wurde, sondern auch einen wichtigen Beitrag zum Meisterschaftsgewinn des Club Marte leistete.

## Nationalmannschaft
Manuel „Manolo“ Alonso absolvierte fünf Länderspiele für die mexikanische Nationalmannschaft, in denen er neun Tore erzielte. Sein Debüt gab er am 18. März 1934 in einem WM-Qualifikationsspiel gegen Kuba, das Mexiko mit 4:1 gewann und zu dem Alonso zwei Treffer beisteuerte. Auch beim entscheidenden letzten WM-Qualifikationsspiel am 24. Mai 1934 gegen die USA war Alonso dabei, konnte aber trotz eines erzielten Tores die 2:4-Niederlage seiner Mannschaft nicht verhindern. Im September 1937 kam er in zwei Testspielen gegen die USA zum Einsatz, wobei ihm im ersten Spiel (7:2) zwei Treffer gelangen und im zweiten Spiel sogar drei Treffer zum 7:3-Sieg Mexikos beisteuern konnte. Sein letztes Länderspiel absolvierte Alonso am 14. Februar 1938 gegen Venezuela, wo ihm das „goldene Tor“ zum 1:0-Sieg Mexikos gelang.

## Unklarheiten
Es besteht keine Klarheit für seine Tätigkeit zwischen 1938 und 1942. Auffallend ist jedoch, dass in den Spielzeiten 1939/40 und 1941/42 ein Spieler namens „Domingo“ Alonso in den Meistermannschaften des Club España genannt wird. Möglicherweise war dies ein weiterer Spitzname für „Manolo“ Alonso, was jedoch keinesfalls sicher ist.